# Vuka (ort)
Vuka är en ort i Kroatien.   Den ligger i länet Baranja, i den östra delen av landet, 200 km öster om huvudstaden Zagreb. Vuka ligger 89 meter över havet och antalet invånare är 1 064.
Terrängen runt Vuka är mycket platt. Runt Vuka är det glesbefolkat, med 11 invånare per kvadratkilometer. Närmaste större samhälle är Osijek, 19,6 km nordost om Vuka. Trakten runt Vuka består till största delen av jordbruksmark.